# 에드윈 플랙
에드윈 해럴드 "테디" 플랙(영어: Edwin Harold "Teddy" Flack, 1873년 11월 5일 ~ 1935년 1월 10일)은 오스트레일리아의 육상 선수이자 테니스 선수였다. 그는 호주의 첫 올림픽 선수로 1896년 올림픽에 참가한 유일한 호주 선수이기도 하며 올림픽 최초 800m와 1500m 우승자이기도 하다.

## 어릴 때의 삶
테디 플랙은 잉글랜드의 런던에서 태어났으며 5살 때 가족들을 따라서 호주의 베릭으로 갔다. 그가 그리스 역사를 배우던 멜버른 그래머 스쿨을 1892년에 떠난 후에 플랙은 뉴사우스웨일스주와 빅토리아주의 1마일 챔피언이 되었다. 플랙은 멜버른 체육 클럽에서 뛰었으며 올림픽에 나갔을 때 클럽의 티셔츠를 입고 뛰었다. 플랙은 졸업한 뒤의 아버지의 회계 사무소인 Davey, Flack & Co.에서 일을 했다. 21살 때 플랙은 프라이스워터하우스쿠퍼스에서 보다 더 나은 회계 공부를 하기 위해 런던으로 갔다. 호주에서 선수생활에 열심이었던 플랙은 런던 체육 클럽에 들어갔으며 유럽에 있는 동안 첫 올림픽에 나가기로 결심했다.

## 1896년 하계 올림픽

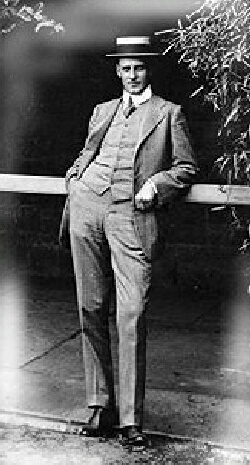
에드윈 플랙

플랙은 6일간 불편한 기차와 배로 여행해서 멀미를 하면서 아테네에 도착했다. 올림픽이 개최되던 날 그는 그의 첫 경기인 800m 예선 경기를 2분 10초 0으로 끝내며 1위를 차지했다. 이튿날에는 미국의 유명한 선수인 아서 블레이크와 1500m에서 함께 경기를 했다. 둘은 마지막 직선주로까지 나란히 달렸으나 플랙이 마지막 힘을 내서 거리를 5m까지 벌렸다. 4일째에는 800m에서 2분 11초 0의 기록으로 우승해서 그의 두 번째 금메달을 받았다.
그 다음날 플랙은 마라톤에서도 우승하며 3연패를 노렸다. 하지만 그가 마라톤 거리의 반도 안되는 10마일(약 16.1km) 이상도 달려본 적이 없다는 것은 걱정이 될 만한 일이었다. 그는 한동안 1500m 동메달리스트인 프랑스의 알뱅 레르뮈지오의 뒤를 이어서 2위를 달렸다. 32km가 지나자 레르뮈지오가 쓰러졌고 플랙이 1위에 올랐다. 하지만 3km를 더 간 후에 플랙은 갑자기 넘어졌다. 그는 제정신이 아니어서 그를 도와주러 온 그리스 관중을 주먹으로 쳐서 내동댕이 쳤다. 플랙은 코스에서 옮겨져서 니콜라스 왕자가 돌봐주었다.
거의 모르는 사실이긴 하지만 플랙은 테니스에도 참가했다. 그는 단식 경기에서는 그리스의 아리스티디스 아크라토풀로스에게 져서 2라운드 진출에 실패했다. 복식경기에서는 영국의 조지 S. 로버트슨과 짝을 이뤄서 참가했다. 그들은 1라운드에서 낙승을 거두고 준결승에 진출했지만 이집트의 디오니시오스 카스다글리스와 그리스의 데메트리오스 페트로코키노스에게 졌다. 이 때 3위가 되긴 했지만 1896년 올림픽을 할 때는 3위에게 아무것도 주지않았다.
플랙은 1896년 올림픽 기간중에 유명한 선수였으며 "아테네의 사자(Lion of Athens)"로 널리 통했다.

## 그 후
플랙은 호주로 돌아와서 1898년에는 멜버른에 가족 회계 회사를 차렸으며 그가 주말마다 와서 쉬고 젖소를 기르는 땅도 (베릭 근처) 샀다. 플랙은 다시는 호주를 위해서 경기하지 않았다. 그러나 오스트레일리아 올림픽 위원회(AOC)에 들어가서 첫 IOC 의회에서 호주의 대표단으로서 참석했다. 플랙은 1935년에 사망했으며 그의 재는 화장해서 베릭 공동묘지에 묻혔다.
플랙은 빅토리아 주지사인 존 랜디가 1998년에 세운 High St, berwick의 중앙 분리대에 동상으로 만들어져있다. 이전에 베릭 레크리에이션 이사회라고 불렸던 것은 1996년에 마을의 첫 올림픽 엉웅과 메달리스트를 기념하기 위해 에드윈 플랙 이사회로 이름을 바꿨다.
플랙은 1996년에 호주 정부에서 올림픽 100주년 기념으로 발간한 45센트짜리 특별 우표의 도안으로 나왔다. AOC는 홈부쉬의 스타디움 오스트레일리아(2000년 하계 올림픽 경기장)의 길거리를 '에드윈 플랙가(Edwin Flack Avenue)'로 명명했다. 플랙은 호주 스포츠 명예의 전당에 이름을 올렸다.

## 주해
1. 1 2 3 4 5 6  “Edwin Flack - Our first Olympic champion”. City of Casey. 2007년 9월 1일에 원본 문서에서 보존된 문서. 2007년 9월 14일에 확인함.
2. 1 2 3 4  “25 things you probably didn't know about Edwin Flack”. City of Casey]]. 2008년 7월 30일에 원본 문서에서 보존된 문서. 2010년 5월 15일에 확인함.